# San Andreas (film)
San Andreas è un film del 2015 diretto da Brad Peyton con protagonista Dwayne Johnson.

## Trama
Ray Gaines è un soccorritore dei vigili del fuoco di Los Angeles separato da sua moglie, Emma. Un giorno, due sismologi del Caltech, Lawrence Hayes e Kim Park, scoprono uno sciame sismico nei pressi della Diga Hoover, e ipotizzano che nelle sue vicinanze ci possa essere una faglia rimasta completamente sconosciuta. I due si dirigono così sul posto per testare un congegno di loro invenzione che può prevedere i terremoti con largo anticipo, rilevando dei piccoli picchi magnetici. Mentre fanno le loro rilevazioni, Kim nota un grande picco magnetico, che pochi secondi dopo viene seguito da un forte terremoto di magnitudo 7,1 della scala Richter, che distrugge la diga e uccide Kim, che si sacrifica la vita per salvare una ragazzina. Ray a Los Angeles viene immediatamente avvisato del cataclisma, e quindi si prepara per le operazioni di soccorso. Nel frattempo Blake, figlia di Ray ed Emma, deve andare a Seattle insieme al nuovo compagno della madre, Daniel Riddick, un ricco imprenditore edile, spostandosi prima a San Francisco, dove si trova, inoltre, un grattacielo in costruzione proprio da Daniel, situato nel centro della città.
Intanto al Caltech, Lawrence scopre che il terremoto causato dalla faglia in Nevada ha destabilizzato la faglia di Sant'Andrea, così lui e il suo team si mettono al lavoro, scoprendo dei giganteschi picchi magnetici lungo tutta la faglia, ma ormai è troppo tardi per avvisare la popolazione; infatti, un fortissimo terremoto di magnitudo 9,1 colpisce la California meridionale, distruggendo Los Angeles e causando ingenti danni fino a San Francisco. Proprio nel momento in cui il terremoto ha inizio, Emma sta pranzando con la sorella di Daniel, Susan, in un grattacielo nel centro di Los Angeles. Appena comincia il terremoto, Emma avvisa subito Ray che è in volo verso il Nevada; Ray quindi si dirige verso la città, che nel frattempo è stata praticamente rasa al suolo dalla scossa. Ray, fortunatamente, riesce a salvare sua moglie e a sfuggire dal centro della città, evitando diversi grattacieli che crollano.
Nel frattempo, il terremoto arriva anche a San Francisco. Mentre Blake e Daniel scappano a bordo di una macchina, si forma una crepa sulla strada, e la macchina cade nei parcheggi sottostanti. Una parte del soffitto crolla sopra l'autista uccidendolo, mentre Blake rimane intrappolata dallo stesso blocco di cemento. Poco dopo, Daniel scende dalla macchina e prova ad aiutarla, ma dopo una scossa di assestamento, scappa via lasciando sola la ragazza, che dopo viene però aiutata da due ragazzi precedentemente conosciuti, Ben e il suo fratellino, Ollie; la coppia riesce a salvare Blake, giusto in tempo poco prima che il blocco di cemento schiaccia completamente il veicolo, e dopo ad aver contattato Ray tramite un telefono di emergenza (visto che ormai le linee telefoniche dei cellulari sono fuori servizio), il trio si mette alla ricerca di un punto di incontro, dove Ray ed Emma potranno salvarli.
Intanto, mentre Ray ed Emma sono in volo verso San Francisco, l'elicottero, a causa di un danno subito alla trasmissione per colpa delle macerie che ha preso a Los Angeles, si schianta a Bakersfield, completamente nel caos dopo le scosse; qui, mentre nello stesso momento, dei banditi fanno irruzione in un supermercato per fare razzie, i due riescono a rubare un pick-up, ma nelle campagne intorno alla città, trovano un gigantesco burrone che gli taglia la strada: il burrone si rivela la faglia di San Andreas, che dopo il sisma si è completamente aperta. Per fortuna vengono aiutati da una coppia di anziani che prima li avevano avvisati del pericolo; uno degli anziani era infatti un pilota, scambiando così il camioncino rubato da Ray con un aereo.
Nel frattempo, Lawrence individua dei picchi magnetici ancora più intensi, e scopre che un terremoto ancora più grande sta per colpire il nord della California, e così, grazie all'aiuto di una giornalista, il sismologo avvisa la popolazione, dicendo che tutti devono fuggire il più presto possibile (soprattutto gli abitanti di San Francisco), perché il prossimo terremoto sarà così potente che si potrà avvertire anche dall'altra parte degli Stati Uniti, sulla costa orientale, quindi anche a New York.
Ray ed Emma, alla fine, fortunatamente riescono ad arrivare a San Francisco, ma poco dopo il loro arrivo, la città viene colpita da un colossale terremoto, che si rivela addirittura essere di magnitudo 9,6, diventando così il più forte terremoto mai registrato nella storia dell'uomo, superando persino il primato 9,5 del Terremoto di Valdivia del 1960. Il sisma demolisce completamente la città, già martoriata dal precedente sisma. Alla fine Blake, Ollie e Ben, il quale è stato ferito a una gamba, si rifugiano nel grattacielo che Daniel stava costruendo, miracolosamente sopravvissuto alla scossa. Ray ed Emma, intanto, si accorgono che il livello del mare sta scendendo, e capiscono che è in arrivo uno tsunami; i due così prendono un motoscafo, e si dirigono verso l'oceano sperando di evitare l'onda, ma è troppo tardi, così sono costretti a cavalcarla sperando di poterla superare; alla fine ce la fanno, superando persino una nave portacontainer, che viene trascinata dall'onda contro il Golden Gate Bridge (anche quello miracolosamente sopravvissuto alla scossa), distruggendolo e uccidendo Daniel. Subito dopo, lo tsunami invade la città, distruggendo tutto ciò che incontra sul suo cammino.
Emma e Ray, riusciti a superare l'onda, cominciano a vagare per le rovine sommerse della città alla ricerca della figlia e dei due ragazzi. Dopo un po' riescono a trovarli, ma il palazzo dove si sono rifugiati crolla; Ben e Ollie si salvano, ma Blake rimane intrappolata e comincia ad annegare; Ray, in un disperato tentativo, riesce fortunatamente a salvarla. Il film si conclude con i protagonisti che osservano la Bay Area completamente distrutta, e dal satellite ora si può vedere che la California è diventata un'isola staccata dalla terraferma.

## Produzione
Il budget del film è stato di 110 milioni di dollari.
Le riprese del film si sono svolte tra Australia (nello stato del Queensland) e Stati Uniti d'America (in California, tra San Francisco e Los Angeles).

## Distribuzione
Il primo trailer del film è stato diffuso il 9 dicembre 2014.
La pellicola è stata distribuita nelle sale cinematografiche statunitensi a partire dal 29 maggio 2015 e in quelle italiane dal 28 maggio.

## Accoglienza

### Incassi
Il film ha incassato globalmente 473.990.832 dollari, di cui 155.190.832 negli Stati Uniti, diventando il più alto incasso del 2015 della Warner Bros. e il sedicesimo incasso assoluto dell'anno.

### Critica
Il film ha ricevuto recensioni miste da parte della critica, ottendendo il 48% di recensioni positive su Rotten Tomatoes basato su 253 recensioni, mentre su Metacritic ottiene un punteggio medio di 43 su 100 indicando "recensioni miste o medie".

## Riconoscimenti
- 2015 - Teen Choice Awards[5]
  - Candidatura per il miglior film d'azione
  - Candidatura per la miglior attrice in un film d'azione a Alexandra Daddario
  - Candidatura per il miglior attore dell'estate a Dwayne Johnson
- 2016 - MTV Movie Awards[6]
  - Candidatura per la miglior performance action a Dwayne Johnson
  - Candidatura per il miglior eroe a Dwayne Johnson

## Sequel
Il 18 febbraio 2016, la New Line Cinema annuncia che un sequel è in sviluppo; Brad Peyton e Beau Flynn sono confermati come regista e produttore, mentre Johnson riprenderà il ruolo del protagonista.